# Зграда ОШ „Аксентије Максимовић”
Зграда ОШ „Аксентије Максимовић” у Долову, насељеном месту на територији града Панчева подигнута је око 1780. године и представља непокретно културно добро као споменик културе.
Зграда се налази у улици Аксентија Максимовића и једна је од најстаријих у околини Панчева. Саграђена је непосредно после оснивања војне границе, за војне сврхе, официрске станове, канцеларије, а у дворишту су биле штале и полигон за „егзерцир”. Зграда је интересантна и значајна због своје некадашње намене, историјског значаја, као и због тога што постоји могућност да је то, не само најстарија зграда у Долову, него и читаве комуне Панчева. 
Подигнута је одмах по оснивању насеља, као зидана грађевина, постављена дужом страном на уличну линију. Покривена је двосливним кровом са покривачем од црепа. Основна зграда једноставно је решена, што је случај и у погледу детаља, таванице, врата и др. Ова зграда изгледом је истоветна са већим административних зграда из доба војне границе, али кровне конструкције, њен начин градње, носи карактеристике исконске вештине градње. Исти је случај и са израдом дрвених детаља (прозори, врата) чији су делови спојени дрвеним „чавлима”.